# Prokain
Prokain (také Procain, Procaine, Novokain) (aminoester kyseliny p-aminobenzoové, systematickým názvem [2(diethylamino)ethyl]-4-aminobenzoát, sumární vzorec C13H20N2O2 ) je lokální anestetikum ze skupiny aminoesterů. Používá se mimo jiné pro omezení bolesti nitrosvalových injekcí penicilinu (Prokain Penicilin), dále ve stomatologii. Zároveň se prokain využívá jako referenční látka pro porovnání účinků a toxicity ostatních lokálních anestetik.

## Historie
Prokain byl syntetizován mezi lety 1898–1905 a byl prvním injekčním lokálním anestetikem, které připravil člověk. Připravil ho německý chemik Alfred Einhorn (1856–1917), který mu dal také obchodní název Novocain, z latinského nov- („nový“) a -cain (počeštěně -kain), což je běžná koncovka názvů alkaloidů používaných jako anestetika. Do lékařské praxe ho uvedl chirurg Heinrich Braun (1862–1934).

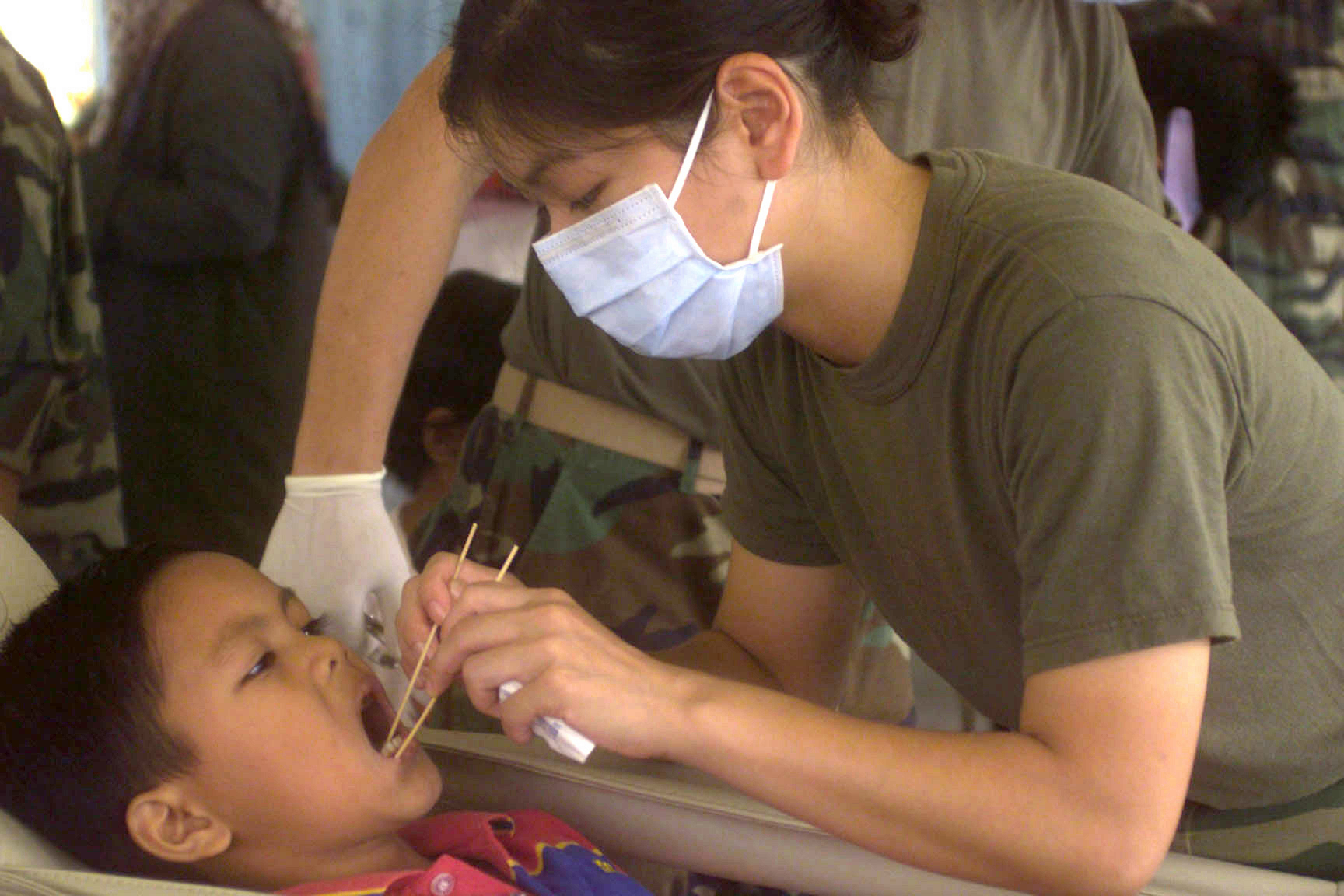
Aplikace prokainu před extrakcí zubu

Prokain se dnes v ČR používá méně často, protože existují účinnější (a hypoalergenní) alternativy, například lidokain. Před objevem prokainu byl nejčastěji používaným lokálním anestetikem kokain.
Podobně jako jiná lokální anestetika (kromě kokainu, mepivakainu a prilokainu), má prokain vazodilatační účinky a často se proto podává současně s epinefrinem, který způsobuje vazokonstrikci. Tím se omezuje krvácení a zabraňuje anestetiku, aby ve větších dávkách pronikalo do systémového oběhu. Též na rozdíl od kokainu, prokain nezpůsobuje euforii a nemá návykový charakter, který by mohl vést k drogové závislosti.

## Farmakologie
Principem účinku prokainu je reverzibilní utlumení až úplná blokace vedení vzruchu nervovými axony, jež využívají sodíkové kanály pro vznik
akčního potenciálu. Léčivo tak vyvolává v blízkosti aplikace místní znecitlivění, tzv. lokální anestezii. Účinnost prokainu je vlivem ionizace závislá na pH, přičemž se zvyšuje se vzrůstajícím pH. K nástupu účinku pak dochází při zablokování alespoň 80 % sodíkových iontových kanálů buněčné membrány nervového vlákna.
Absorpce a distribuce mají význam především pro odeznívání místního znecitlivění, nikoli pro rychlost nástupu účinku. Prokain není metabolizován v místě aplikace a jeho působení je omezeno zředěním v místě podání a absorpcí do systémové cirkulace. Absorpce je v relaci s prokrvením dané tkáně. Samotné lokální anestetikum je obvykle účinné do pěti minut po podání do tkáně, přičemž maximální plazmatická koncentrace je dosažena za deset až čtyřicet pět minut.
Prokain je snadno metabolicky hydrolyzován, a to rozštěpením esterové vazby. Děje se tak již v plazmě vlivem pseudocholinesterasy a dále v játrech. Vzniklé metabolity pak nemají lokálně anestetické účinky. Dospělý člověk hydrolyzuje prokain přibližně v množství 1 mg/kg tělesné hmotnosti za minutu.
Asi 2 % z původní dávky prokainu se vylučují močí v nezměněné podobě, 90 % se přeměňuje na p-aminobenzoovou kyselinu a 8 % na diethylaminoethanol.

## Způsob podání a dávkování
Roztok prokainu hydrochloridu v příslušné koncentraci se zpravidla aplikuje injekčně. Je použitelný pro lokální anestezii infiltrační (aplikace do podkoží a svalstva, tj. do okolí či přímo do místa zákroku) nebo pro svodnou anestezii tenkých nervů a nervových pletení (aplikace do blízkosti nervových kmenů, ve kterých přeruší vedení vzruchu).
Dávka k infiltrační anestezii je až 60 ml 0,5% roztoku prokainu hydrochloridu. Pro periferní svodnou anestezii je dávka 100 ml 0,5% nebo 50 ml 1% roztoku. Maximální denní dávky k infiltrační a svodné anestezii pro dospělého člověka berou v úvahu předpokládaný rozklad prokainu plazmatickými esterázami v průběhu anestezie: 250 ml 0,5% nebo 100 ml 1% roztoku prokainu hydrochloridu.

## Lékové formy
V České republice jsou běžně k dostání injekční roztoky s obsahem 0,2 % nebo 0,5 % prokainu hydrochloridu (Ardeapharma). Dále 1,0% roztoky používané zejména ve veterinární oblasti (Bioveta). Ve Francii jsou vyráběny také injekční roztoky 1% a 2% (CDM Lavoisier).
Injekční roztoky obsahují vedle účinné látky také chlorid sodný a thiosíran sodný pro úpravu osmotického tlaku roztoku. Dále obsahují kyselinu chlorovodíkovou pro zajištění nižšího pH, při kterém se molekula vyskytuje v ionizované podobě a je tudíž stabilnější.
V neporušeném obalu je injekční roztok prokainu hydrochloridu stabilní po dobu 12 měsíců [6]. Prokain v roztocích se rozkládá hydrolýzou, tedy mechanismem obdobným jeho metabolizmu. Po otevření je chemická a fyzikální stabilita prokázána po dobu 48 hodin při 25 °C. Z mikrobiologického hlediska je ovšem žádoucí používat injekční roztoky vždy bezprostředně po otevření.
Účinnost orálních lékových forem a potravinových doplňků s obsahem prokainu je sporná - aféra kontroverzního přípravku Any Aslan (Rumunsko), o kterém jeho příznivci tvrdí, že řeší mnoho účinků stárnutí. Hlavní názor lékařů je ten, že tato tvrzení byla studována a vyvrácena v 60. letech 20. století.

## Fyzikálně-chemické vlastnosti
Molekula prokainu obsahuje lipofilní část (benzenamin), střední řetězec (ethylester) a hydrofilní část (diethylamin). Ve formě hydrochloridu má molární hmotnost 272,77 g mol−1, jedná se o bílý či téměř bílý krystalický prášek nebo bezbarvé krystaly. Je velmi snadno rozpustný ve vodě, dobře rozpustný v 96% ethanolu a prakticky nerozpustný v etheru. Jeho teplota tání je 154 °C a 158 °C. Hodnota pKb prokainu při 20 °C je 5,0.

## Syntéza
Výchozí látkou pro tuto syntézu je p-nitrotoluen, jehož oxidací se získá p-nitrobenzoová kyselina.
Ta esterifikací s ethanolem a následnou redukcí nitroskupiny poskytneethyl-4-aminobenzoát (tj. benzokain).Prokain se získá z benzokainu bazicky katalyzovanou trans esterifikací 2-(diethylamino)ethanolem.

## Metody pro stanovení prokainu
Je popsáno mnoho metod pro stanovení prokainu hydrochloridu. Mezi nejběžnější metody patří spektrofotometrické stanovení v UV nebo VIS oblasti, elektrometrická titrace, fluorimetrické a chemiluminiscenční metody. Dále je možno využít vysokoúčinnou kapalinovou nebo plynovou chromatografii. Z elektrochemických metod lze zmínit diferenční pulsní adsorpční voltametrii a vysokorychlostní pulsní polarografii zpravidla za použití modifikovaných elektrod. Tyto elektrochemické metody vykazují detekční limit v koncentracích μmol l−1 až nmol l−1.
Obsah prokainu v tělních tekutinách se nejčastěji stanovuje pomocí plynové chromatografie ve spojení s hmotnostní spektrometrií. Detekční limit metody v plasmě či moči je 80 μg l−1.
Lékopisnou metodou (ČR 2009) pro stanovení prokainu hydrochloridu je titrace primárních aromatických aminů dusitanem sodným s elektrochemickou indikací konce titrace.